# بيلص
بيلص (Pillus) هي نوع من المعكرونة الإيطالية الشريطية التقليدية في سردينيا. بيلص هي نودلز نحيفة جدا.